# كوليا (منطقة نادية)
كوليا (بالإنجليزية: Kulia) هي مدينة تعداد سكاني تقع في تقسيم كالياني ضمن منطقة نادية في ولاية البنغال الغربية، الهند.

## الموقع الجغرافي
تقع كوليا عند مستوى إحداثيات .
وفقًا لخريطة تشاكداها، في دليل تعداد المنطقة 2011، تشكل منطقة نادية وتشاندوريا وبرياناجار وشيمورالي وجانجال ومادانبور وساجونا وكوليا مجموعة من بلدات التعداد بين تشاكداها وكالياني/جايسبور.

## التركيبة السكانية
وفقًا لتعداد الهند الصادر عام 2011، بلغ عدد سكان كوليا 10,406 نسمة، حيث بلغ عدد الذكور 5,434 (52%) بينما بلغ عدد الإناث 4,972 (48%) نسمة. كما بلغ عدد السكان الذين يتراوح عمرهم في الفئة العمرية بين 0-6 سنوات 924 نسمة. وبلغ إجمالي عدد الأشخاص الذين يعرفون القراءة والكتابة في كوليا 8,126 (85.70%) من السكان فوق 6 سنوات).